# Sommerliches Schlossgewitter
Sommerliches Schlossgewitter (britischer Originaltitel: Summer Lightning; US-amerikanischer Originaltitel: Fish Preferred) ist ein heiterer Roman des britisch-amerikanischen Schriftstellers P. G. Wodehouse, der 1929 zunächst in Collier’s und dem britischen Pall Mall Magazine als Fortsetzungsgeschichte erschien und am 1. Juli 1929 in den USA und am 19. Juli 1929 in Großbritannien in Buchform veröffentlicht wurde.
Es ist der dritte Roman von Wodehouse, der auf Blandings Castle spielt: Galahad Threepwood verfasst dort seine Memoiren, was vor allem für die Personen unter seinen Mitbürgern besorgniserregend ist, die Galahad bereits in jungen Jahren kannten. Besonders besorgt ist Schlossnachbar Sir Gregory Parsloe-Parsloe, der seit Jahren das Leben eines achtbaren Bürgers führt, aber auf eine wilde Vergangenheit zurückblickt. Ein Diebstahl des Manuskripts soll das Problem aus dem Weg schaffen. Lady Constance dagegen versucht erneut zu verhindern, dass Mitglieder der Familie einen Ehebund mit aus ihrer Sicht ungeeigneten Ehepartnern zu schließen.
Auch wenn die Veröffentlichung der Memoiren in Sommerliches Schlossgewitter schließlich erfolgreich verhindert wird, spielt Galahads Memoiren erneut eine Rolle in dem 1933 veröffentlichten Wodehouse-Roman Sein und Schwein. 

## Handlung
Der zerstreute Lord Emsworth, Schlossherr von Blandings Castle und Bruder von Galahad Threepwood, beschäftigt Hugo Carmody, einen Freund seines Neffens Ronnie Fish, als neuen Sekretär. Dieser war zuvor gemeinsam mit Ronnie erfolgloser Betreiber eines Nachtklubs und ist mittlerweile heimlich mit Millicent Threepwood, einer der zahlreichen Nichten von Lord Emsworth, verlobt. Zu verheimlichen ist dies vor allem vor Lord Emsworth Schwester, Lady Constance, deren Hauptsorge im Moment jedoch ist, dass eine Veröffentlichung von Galahads Memoiren Schande über die Familie bringen werde. Gahalahd, der jüngere Bruder von Lord Emsworth, ist ein lebenslustiger Junggeselle knapp unter 60 Jahren und war zeit seines Lebens stets ein gern gesehener Gast in Varietés, auf Rennplätzen und in allen Restaurants, wo etwas los ist.
Ronnie ist ebenfalls heimlich verlobt – seine Wahl fiel auf Sue Brown, eine Revuetänzerin und alte Bekannte von Hugo. Als die beiden zufällig in London Lady Constance begegnen, stellt er seiner Tante seine heimliche Verlobte als Myra Schoonmaker vor, eine US-amerikanische Millionärstochter, die er ein paar Wochen zuvor in Biarritz gemeinsam mit seiner Mutter kennengelernt hat.
Als Ronnie nach Blandings Castle zurückkehrt, hat sich dort auch schon Lord Emsworth' alter Sekretär Rupert Baxter eingefunden: Lady Constance hat ihn gegen den Widerstand von Lord Emsworth eingeladen, weil sie ihn bei der Beseitigung der Memoiren von Galahad einspannen möchte. Ronnie dagegen hofft, bei Lord Emsworth finanzielle Unterstützung zu finden. Der Schlüssel zum Herzen von Lord Emsworth sind Schweine, denn Lord Emsworth ist begeisterter Schweinezüchter, dessen ganzer Stolz die mehrfach prämierte Kaiserin von Blandings ist, ein Berkshire-Schwein von gewaltigen Ausmaßen. Ronnie hat sich jedoch den Zorn seines Onkels auf sich gezogen, weil er mit Tennisbällen gegen den Rücken des Tieres warf. Ronnie entscheidet sich daher, die Kaiserin von Blandings zu entführen – er ist überzeugt davon, dass er auf die Dankbarkeit seines Onkels setzen kann, wenn er das Schwein „zufällig wiederfindet“. Mittäter dieser Entführung wird ausgerechnet Sebastian Beach, der ehrwürdige Butler von Blandings Castle. 
Der von dem Verschwinden seines Schweines völlig erschütterte Lord Emsworth schickt Hugo nach London, um dort den Privatdetektiv Percy Pilbeam zu engagieren. Wie zahlreiche Detektivagenturen zuvor weigert dieser sich jedoch, einen Auftrag anzunehmen, der darin besteht, ein verschwundenes Schwein wiederzufinden. Um sich über seinen Misserfolg hinwegzutrösten und London zu genießen, überredet Hugo seine alte Bekannte Su Brown in einem Nachtklub mit ihm tanzen zu gehen. Der Privatdetektiv Pilbeam ist ebenfalls ein Verehrer von Sue, ist ebenfalls in dem Nachtklub zu Gast und nutzt seine Chance, um mit Sue zu flirten. Ronnie Fish wird zufällig Zeuge dieses Flirtversuches. Sein Eifersuchtsanfall bringt ihm eine Nacht im Gefängnis ein und führt am nächsten Morgen zur Auflösung der Verlobung mit Sue. Percy Pilbeam erhält zum gleichen Zeitpunkt den Auftrag von Sir Gregory Parsloe-Parsloe, das Manuskript von Galahad verschwinden zu lassen. Pilbeam verschafft sich Zugang zu Blandings Castle, in dem er vorgibt, seine Meinung geändert zu haben und jetzt doch bereit sei, nach der verschwundenen Kaiserin von Blandings zu suchen.
Um ihre Verlobung zu retten, reist Sue Brown nach Blandings Castle und gibt sich dort als Myra Schoonmaker aus – der wahren Myra Schoonmaker wird durch ein Telegramm mitgeteilt, dass wegen einer Masernepidemie ein Besuch auf Blandings Castle derzeit nicht ratsam sei. Galahad kommt jedoch sehr schnell hinter die wahre Identität von Sue. Wie in zahlreichen anderen Blandings Castle-Erzählungen schlägt er sich jedoch auf die Seite der Liebenden und verrät sie nicht. Pilbeam erkennt Sue Brown auch wieder und versucht sie erfolglos zur Mithilfe bei dem Manuskriptdiebstahl zu erpressen. Baxter dagegen vermutet, dass die Kaiserin von Blandings von Hugh Carmody gestohlen wurde, weil er damit seine Anstellung bei Lord Emsworth sicherstellen möchte. Er folgt Butler Beach als dieser loszieht, um das Schwein zu füttern. In diesem Moment bricht ein sommerliches Gewitter los. 
In der Jagdhüterhütte, in dem das Schwein versteckt ist, haben auch Hugo und Millicent Schutz vor dem sommerlichen Gewitter gefunden und dort die Kaiserin von Blandings entdeckt. Um Ronnie zu schützen, gibt Butler Beach vor, er habe das Schwein entführt, damit Hugo das Schwein finden und so Lord Emsworth davon überzeugen kann, dass er ein würdiger Partner für Millicent ist. Beach verlässt die Hütte und Hugh übernimmt es, das Schwein in einem neuen Versteck unterzubringen. Hugh und Millicent entscheiden sich als neues Versteck für den Wohnwagen, mit dem Rupert Baxter angereist ist und der jetzt leer steht, weil Lady Constance den von ihr so geschätzten Baxter im Schloss untergebracht hat. Beobachtet werden sie dabei von Pilbeam.
Baxter beschuldigt Beach in Gegenwart von Lord Emsworth, die Kaiserin von Blandings entführt und in der Jagdhüterhütte eingesperrt zu haben. Dort findet sich jedoch kein Schwein – Lord Emsworth, der seit dem Vorfall, bei dem Baxter Tontöpfe gegen sein Fenster warf, an Baxters geistigem Zustand zweifelt -, beruhigt Baxter und gibt wenig auf dessen Anschuldigung. Am Abend verlässt er gemeinsam mit Galahad, seiner Nichte Millicent und Lady Constance einer Einladung zu Sir Gregory Parsloe-Parsloe. Seine Schwester hat ihn dazu erpresst, der sehr viel an einer gut-nachbarlichen Beziehung zu Sir Gregory liegt. Mit der Einladung verschafft Sir Gregory jedoch für allem freie Bahn für Pilbeam, der jetzt im Schloss weitgehend ungestört nach dem Manuskript suchen kann. 
Pilbeam wartet darauf, dass der Gong zum Abendessen ertönt und wird von Butler Beach so großzügig mit Aperitifs versorgt, dass Pilbeam zunehmend betrunken wird. In seiner überschwänglichen Laune klärt Pilbeam wenig später Beach über die wahre Identität von Sue auf und erzählt Hugo, dass er ihn das Schwein im Wohnwagen verstecken sah. Hugo ruft in seiner Panik Millicent auf Sir Gregorys Landsitz an. Geistesgegenwärtig entscheidet sich Millicent, ihren Onkel über den „Fund“ des Schweines zu informieren. Der überglückliche Lord Emsworth stimmt zum Entsetzen seiner Schwester der Heirat von Millicent und Hugo zu. 
Baxter nimmt derweil auf Blandings Castle einen Anruf des Telegrafenamts entgegen: Es übermittelt eine Nachricht der echten Myra Schoonmaker, die derzeit in Paris ist. Baxter, der der vermeintlichen Millionärstochter Sue einen Brief geschrieben hat, in der er um sie wirbt und Lord Emsworth Geisteszustand bezweifelt, begibt sich in Sues Zimmer, um diesen Brief wieder an sich zu nehmen. Sue ist jedoch nicht beim Abendessen, wie er vermutet, sondern steht auf dem Balkon. Bevor er aus dem Zimmer entweichen kann, kommt Beach hinzu, der Sue ein Tablett mit Sandwichen bringt und Baxter muss sich unter dem Bett verstecken. Kurz darauf kommt es zur Versöhnung zwischen Ronnie und Sue. Ronnie wird zufällig Zeuge, wie Pilbeam an einem Regenrohr hochklettert, um in das Zimmer zu gelangen, in dem er das versteckte Manuskript vermutet. Es kommt zu einer Verfolgungsjagd von Pilbeam durch Ronnie, die von der zurückkehrenden Abendgesellschaft aber anders gedeutet wird. Nachdem sie tatsächlich die Kaiserin von Blandings in Baxters Wohnwagen gefunden haben, steht für sie fest, dass Baxter psychische Probleme hat. Die Verfolgungsjagd von Pilbeam durch Ronnie wird als Flucht von einem Amok laufenden Baxter gedeutet. Lord Emsworth bewaffnet sich mit einem Gewehr und zwingt Baxter dazu, unter Sues Bett hervorzukommen – aufgebracht durch seine Erfahrung und Lord Emsworth harsche Worte klärt er die Abendgesellschaft über Sues wahre Identität auf. 
Galahad wird jetzt klar, dass Sue Brown Dolly Hendersons Tochter ist. Dolly war einst die große Liebe von Galahad, seine Familie beendete die Beziehung, indem sie den jungen Galahad für mehrere Jahre ins Ausland schickte. Dolly heiratete danach einen Offizier eines angesehenen Regiments und Sue ist die Tochter aus dieser Verbindung. Galahad ist von der Begegnung mit Sue so gerührt, dass er seiner Schwester zusichert, dass er von der Veröffentlichung seiner Memoiren absieht, wenn sie der Heirat von Sue und Ronnie zustimmt.

## Trivia
- Skandalöse Memoiren, die noch vor ihrer Veröffentlichung zum Verschwinden gebracht werden müssen, spielen nicht nur in Sommerliches Schlossgewitter und dem Fortsetzungsroman Sein und Schwein eine Rolle. P. G. Wodehouse hat diese Idee bereits in der 1916 veröffentlichten Kurzgeschichte Jeeves übernimmt das Ruder aufgegriffen. Hier macht Bertie Woosters Verlobte Florence Craye es zur Bedingung einer Eheschließung, dass die Memoiren von Berties Onkel nicht zur Veröffentlichung kommen. Berties Kammerdiener Jeeves, der Florence Craye für eine unpassende Partnerin für seinen Arbeitgeber hält, stellt dagegen sicher, dass die Memoiren erfolgreich beim Verleger ankommen.

## Einzelbelege
1. ↑  McIlvaine, E., Sherby, L.S. and Heineman, J.H. (1990) P.G. Wodehouse: A comprehensive bibliography and checklist. New York: James H. Heineman, S. 56–57. ISBN 087008125X
2. ↑  P. G. Wodehouse: Vollmond über Blandings Castle, S. 50.
3. ↑   P. G. Wodehouse: Ein Lord in Nöten, Ersterscheinungsjahr 1923.